# Le Plessis-Belleville
Le Plessis-Belleville là một xã thuộc tỉnh Oise trong vùng Hauts-de-France phía bắc nước Pháp. Xã này nằm ở khu vực có độ cao từ 94-122 mét trên mực nước biển..